# San Miguel de Corpanqui (distrito)
San Miguel de Corpanqui é um distrito peruano localizado na Província de Bolognesi, departamento Ancash. Sua capital é a cidade de Corpanqui.

## Transporte
O distrito de San Miguel de Corpanqui é servido pela seguinte rodovia:
- AN-112, que liga a cidade de Ticllos ao distrito de Cochas[2][3][4]